# Rafael Campos
Rafael Campos (13 de mayo de 1936 – 9 de julio de 1985) fue un actor cinematográfico y televisivo dominicano, conocido por su trabajo en producciones como Semilla de maldad (1955), Dino (1957), The Light in the Forest (1958), Slumber Party '57 (1976), The Astro-Zombies (1968), Centennial (1978) y V (1983). Estuvo casado durante un breve tiempo con la cantante de blues y pianista Dinah Washington.

## Biografía
Nacido en Santiago, República Dominicana, emigró a los Estados Unidos en el año 1949. Entre 1961 y 1962 estuvo casado con Dinah Washington, que era doce años mayor que él. Después se casó con la modelo Sally Boyd, con la que tuvo dos hijas.
Dos hermanos de Campos son el criptógrafo, artista y poeta Luis Campos, y el presidente de los premios New York's Latin ACE Fernando Campos.
Campos tuvo una carrera que duró 30 años. Fue descubierto por el director Richard Brooks durante una representación teatral de la obra Heavenly Express. Gracias a Brooks, obtuvo un papel junto a Vic Morrow, Margaret Hayes y Sidney Poitier en la película de 1955 Semilla de maldad. En la cinta de 1955 Trial, encarnó a un adolescente chicano, actuando junto a Glenn Ford. En los años 1960 actuó en la película dirigida por Ted V. Mikels The Astro-Zombies, que protagonizaban John Carradine, Wendell Corey y Tura Satana.
En televisión tuvo varias actuaciones relevantes. Dos de ellas llegaron con un episodio de Have Gun – Will Travel y otro de All in the Family. Además, entre 1977 y 1978 tuvo el papel recurrente de Ramón Díaz Jr. en la serie Rhoda, rodando diez episodios del show.
Posiblemente su última actuación reflejada en los créditos llegó en 1986 en The Return of Josey Wales, encarnando a Chato.
A Rafael Campos le diagnosticaron un cáncer de estómago en 1984, siendo hospitalizado en diciembre de ese año. Falleció el 9 de julio de 1985, a los 49 años de edad, en el Motion Picture and Television Hospital de Woodland Hills, California. Fue enterrado en el cementerio Pierce Brothers Valley Oaks Memorial Park de Westlake Village. Le sobrevivieron dos hijas, cinco hermanos y tres hermanas.

## Filmografía

### Cine
| Año  | Título                    | Personaje           | Notas                   |
| ---- | ------------------------- | ------------------- | ----------------------- |
| 1955 | Blackboard Jungle         | Pete V. Morales     |                         |
| 1955 | Trial                     | Angel Chavez        |                         |
| 1956 | The Sharkfighters         | Carlos              |                         |
| 1957 | This Could Be the Night   | Hussein Mohammed    |                         |
| 1957 | Dino                      | Muchacho #2         |                         |
| 1958 | The Light in the Forest   | Half Arrow          |                         |
| 1958 | Tonka                     | Strong Bear         |                         |
| 1963 | Savage Sam                | Guerrero joven      |                         |
| 1964 | Lady in a Cage            | Essie               |                         |
| 1966 | Agent for H.A.R.M.        | Luis                |                         |
| 1966 | Mister Buddwing           | Jugador de dados #7 |                         |
| 1966 | The Appaloosa             | Paco                |                         |
| 1968 | Girl in Gold Boots        |                     | No acreditado           |
| 1968 | The Astro-Zombies         | Juan                |                         |
| 1971 | Outlaw Riders             | Pedro               |                         |
| 1973 | Oklahoma Crude            | Jimmy               |                         |
| 1973 | The Doll Squad            | Rafael              |                         |
| 1974 | Hangup                    | Longnose            |                         |
| 1976 | Slumber Party '57         | Dope Fiend          |                         |
| 1978 | Centennial                | Nacho Gómez         |                         |
| 1980 | Where the Buffalo Roam    | Rojas               |                         |
| 1983 | Heartbreaker              | Alfonso             |                         |
| 1985 | Fever Pitch               | Rafael              |                         |
| 1986 | The Return of Josey Wales | Chato               | Papel de película final |

### Televisión
| 1959 | Wanted Dead or Alive | Pachito      | Episodio: "Desert Seed"               |                           |                           |
| 1962 | Have Gun Will Travel | Paco         | Episodio: "A Miracle for St. Francis" |                           |                           |
| 1983 | V                    | Sancho Gomez | Episodio: "Primera Parte"             | Episodio: "Segunda Parte" |                           |
| 1984 | V The Final Battle   | Sancho Gomez | Episodio: "Primera Parte"             | Episodio: "Segunda Parte" | Episodio: "Tercera Parte" |